# Chorizopes pateli
Chorizopes pateli är en spindelart som beskrevs av C. Adinarayana Reddy och Patel 1993. Chorizopes pateli ingår i släktet Chorizopes och familjen hjulspindlar. Inga underarter finns listade i Catalogue of Life.